# Otto Luttrop
Otto Luttrop (Altenbrögge, 1939. március 1. – Lugano, Svájc, 2017. november 21.) német labdarúgó, középpályás, edző.

## Pályafutása

### Játékosként
1949-ben  a VfL Altenbrögge korosztályos csapatában kezdte a labdarúgást. Itt 1958–59-ben az első csapatban is bemutatkozott. 1959 és 1963 között a Westfalia Herne, 1963 és 1966 között az 1860 München labdarúgója volt. A müncheni csapattal egy bajnoki címet és kupagyőzelmet ért. Tagja volt az 1964–65-ös idényben KEK-döntős csapatnak. 1966 és 1973 között a svájci AC Lugano, 1973–74-ben az FC Sion játékosa volt és mindkét csapattal egy-egy svájci kupagyőzelmet szerzett. 1974–75-ben az 1. FC Mülheim, 1975–76-ban az FC Luzern, 1976–77-ben az Union Solingen, 1977–78-ban az FC Chiasso csapatában szerepelt.

### Edzőként
1971 és 1989 között főleg Svájcban tevékenykedett edzőként. 1971 és 1974 között az AC Lugano, 1974–75-ben az FC Chiasso, 1975–76-ban az FC Luzern, 1977 és 1983 között ismét az FC Chiasso, 1983-ban a Zug 94, 1983 és 1985 között újra az AC Lugano vezetőedzője volt. 1986–87-ben hazatért és az 1. FC Saarbrücken szakmai munkáját irányította, majd egy idény után visszatért Svájcba. 1987–88-ban az FC Olten, 1988–89-ben az FC Winterthur csapatainál tevékenykedett.

## Sikerei, díjai
1860 München
- Nyugatnémet bajnokság (Bundesliga)
  - bajnok: 1965–66
- Nyugatnémet kupa (DFB-Pokal)
  - győztes: 1964
- Kupagyőztesek Európa-kupája (KEK)
  - döntős: 1964–65

 AC Lugano
- Svájci kupa
  - győztes: 1968

 FC Sion
- Svájci kupa
  - győztes: 1974